# Fargona Stadium
Fargona Stadium é um estádio multiúso em Fergana, Uzbequistão. Atualmente, é utilizado principalmente para partidas de futebol e serve como mando de campo para o Neftchi Farg'ona, um clube de futebol uzbeque. O estádio tem capacidade para 14.600 pessoas.